# Mariette Buyse
Mariette Buyse (Dendermonde, 6 september 1926 - aldaar, 5 maart 2014) was een Belgisch senator.

## Levensloop
Buyse werd beroepshalve onderwijzeres. Ze gaf les aan het Technisch Instituut Sint-Vincentius en aan de Hogere Handelsschool in Dendermonde.  
Ze beëindigde haar loopbaan als leerkracht en stapte over naar een job in de politieke wereld. Ze werd kabinetssecretaris van toenmalig staatssecretaris Ferdinand De Bondt. Nadien was ze ook kabinetssecretaris op het kabinet van minister Jan Lenssens. 
Ze was eveneens lokaal actief voor de CVP. Ze was OCMW-raadslid van 1972 tot 1988, waarna ze verkozen werd in de gemeenteraad als gemeenteraadslid. Deze functie vervulde ze van 1989 tot 2000. Daarnaast was ze van 1977 tot 1986 OCMW-voorzitter en van 1989 tot 1995 schepen voor financiën, bibliotheekwezen en personeel in Dendermonde. 
In 1986 verliet ze haar functie als OCMW-voorzitter nadat ze rechtstreeks verkozen werd als senator voor het arrondissement Dendermonde-Sint-Niklaas. 
Buyse was lid van de Vlaamse Raad, opvolger van de Cultuurraad en voorloper van het huidige Vlaams Parlement van 21 oktober 1980 tot 7 november 1981. Op 30 januari 1986 maakte ze opnieuw haar optreden in de Raad als vervanger van Marcel Verdonck, die besloot voltijds schepen te worden in Sint-Niklaas. Haar tweede termijn als lid van de Vlaamse Raad eindigde op 12 december 1987. 
Ze is de tante van de huidige burgemeester van Dendermonde Piet Buyse, die haar ziet als zijn politieke moeder. 
Buyse overleed op 5 maart 2014 onverwacht op 87-jarige leeftijd in haar geboortestad Dendermonde. Haar urne werd bijgezet op de begraafplaats van Dendermonde. 